# Addah
Ne doit pas être confondu avec Aadadah ou Ad-Dahna.
Addah est une localité du sud est de la Côte d'Ivoire, et appartenant au département de Jacqueville, dans la région des Lagunes, District des Lagunes. 
La localité d'Addah est un chef-lieu de commune.